# 1957 Angara
1957 Angara (1970 GF) là một tiểu hành tinh vành đai chính được phát hiện ngày 1 tháng 4 năm 1970 bởi Chernykh, L. ở Nauchnyj.